# Dario Campeotto
Dario Campeotto (Frederiksberg, Copenhague, 1 de febrero de 1939-1 de abril de 2023) fue un cantante y actor danés. Nacido en Frederiksberg, Copenhague de padres italianos, Emma y Ernesto Campeotto.

## Carrera
Comenzó actuando a los diez años, pero su carrera despegó con su victoria en el Dansk Melodi Grand Prix en 1961 con el tema Angelique con la que finalizó en quinta posición en el Festival de la Canción de Eurovisión 1961. Tras Angelique, Dario Campeotto lanzó numerosos discos, comenzando a actuar en teatro, operetas, revistas y películas.
Dario Campeotto estuvo casado dos veces y vivió en Italia con su exesposa, la actriz Ghita Nørby, pero volvió a Dinamarca donde continuó su carrera. Fue padre de tres hijos.